# Церква святого Димитрія (Вовчківці)
Церква святого Димитрія у Вовчківцях — парафія і храм греко-католицької громади Зборівського деканату Тернопільсько-Зборівської архієпархії Української греко-католицької церкви в селі Вовчківці Тернопільського району Тернопільської области.
Оголошена пам'яткою архітектури місцевого значення.

## Історія церкви
Історія храму в цьому селі тісно пов'язана з римо-католицьким костелом, з якого він був перебудований у 1948 році. До цього часу богослужіння відбувалися в старій дерев'яній церкві, перша згадка про яку датується 1654 роком. За переказами, у ній молився Богдан Хмельницький перед Зборівською битвою. Поруч зі старою церквою збереглася дзвіниця, збудована у 1926—1928 роках.
У 1946 році під тиском влади греко-католицька парафія була змушена перейти до Російської православної церкви. З 1958 по 1962 рік церкву закрила влада, і в ній не проводили богослужінь.
Отже, парафія належала до РПЦ з 1946 по 1990 рік, а храм функціонував як православний з 1946 по 1958 рік та з 1963 по 1990 рік. У 1990 році парафія знову повернулася в лоно УГКЦ.
У селі встановлено пам'ятний хрест на честь скасування панщини у 1848 році, а також ще два хрести, встановлені за кошти жителів. На парафії діє спільнота «Матері в молитві».

## Парохи
- о. Яроцький (до 1945),
- о. Дудик (1946),
- о. Микола Головко (1982—1999),
- о. Петро Бугіль (1999—2006),
- о. Віталій Бухта (2006—2009),
- о. Андрій Плавуцький (з 2009).